# Andrew Tate
Andrew Tate, né le 1er décembre 1986 à Washington (États-Unis), est une personnalité d'Internet, homme d'affaires et ancien pratiquant de kick-boxing britannico-américain.
Andrew Tate commence à pratiquer le kick-boxing en 2005 et remporte son premier championnat en 2009. Il attire l'attention en 2016, lorsqu'il apparaît dans l'émission de télé-réalité britannique Big Brother et est retiré après que ses commentaires sur les médias sociaux suscitent la controverse. Il commence à proposer des cours et des abonnements payants sur son site web et devient une célébrité sur internet, promouvant un « style de vie ultra-masculin et ultra-luxueux ». Il est suspendu de plusieurs plateformes de réseaux sociaux où il avait accumulé des millions d'abonnés comme Instagram et Twitter accusé d'avoir commis des commentaires qui seraient masculinistes et misogynes qui lui valent d'être banni des principaux réseaux sociaux en 2022 et d'acquérir le surnom de « roi de la masculinité toxique ».
Le 29 décembre 2022, Andrew et son frère Tristan sont arrêtés en Roumanie avec deux femmes ; tous les quatre sont soupçonnés de trafic d'êtres humains et de former un groupe criminel organisé. La police roumaine allègue que le groupe a contraint des victimes à créer de la pornographie rémunérée pour les médias sociaux. Trois mois plus tard, le 31 mars 2023, les quatre personnes sont libérées et assignées à résidence pendant que l'enquête se poursuit. Aucun acte d'accusation n'a encore été déposé, et les procureurs ont déclaré qu'ils avaient jusqu'à la fin du mois de juin pour renvoyer l'affaire en jugement,. Le 4 août 2023, lui et son frère Tristan sont libérés dans l'attente de leur procès. Andrew Tate est également accusé de deux viols. En février 2025, après des pressions de l'administration Trump, la Roumanie laisse Andrew et Tristan Tate repartir aux États-Unis.

## Biographie

### Jeunesse
Emory Andrew Tate III naît le 1er décembre 1986 au Walter Reed Army Medical Center de Washington, capitale des États-Unis,. Son père, Emory Tate, est maître international aux échecs et a travaillé pour la CIA. Sa mère travaillait quant à elle comme assistante en restauration et organisation d'événements. Il grandit dans la ville de Luton, au nord de Londres. Il se fait d’abord connaître pour ses performances en kick-boxing en 2009, décrochant deux ans après, son premier titre mondial. Il a un frère cadet, Tristan. Il grandit à Chicago, dans l'Illinois, et à Goshen, dans l'Indiana. Après le divorce de ses parents, sa mère emmène ses deux fils en Angleterre. Andrew Tate est élevé dans la foi chrétienne.

### Carrière en kick-boxing
Andrew Tate commence à pratiquer la boxe et d'autres arts martiaux en 2005 et travaille dans le secteur de la publicité télévisée pour subvenir à ses besoins. En novembre 2008, il est classé septième meilleur kickboxeur des poids légers de Grande-Bretagne par l'International Sport Kickboxing Association (ISKA). En 2009, il remporte son premier championnat en remportant le championnat britannique ISKA Full Contact Cruiserweight à Derby, et est classé numéro un dans sa division en Europe. Le surnom d'Andrew Tate en kick-boxing était « King Cobra »[réf. souhaitée].
En 2011, Andrew Tate remporte son premier titre mondial ISKA lors d'un combat de reprise contre Jean-Luc Benoit par KO, après avoir perdu contre son adversaire par décision quelque temps avant. En 2012, Andrew Tate perd le tournoi de championnat Enfusion face à Franci Grajš. Avant sa défaite, il était classé deuxième meilleur kickboxeur des poids légers au monde[réf. souhaitée]. En 2013, Andrew Tate remporte son deuxième titre mondial de l'ISKA lors d'un combat en 12 rounds contre Vincent Petitjean, devenant ainsi champion du monde dans deux catégories de poids.

### Participation àBig Brother
Andrew Tate se fait connaître du grand public en 2016 lorsqu'il participe à la dix-septième série de l'émission de télé-réalité britannique Big Brother. Alors qu'il participe à l'émission, il fait l'objet d'un examen minutieux pour avoir tenu des propos homophobes et racistes sur Twitter. Il est retiré de l'émission au bout de six jours, les producteurs citant une vidéo le montrant apparemment en train de frapper une femme avec une ceinture. Andrew Tate et la femme déclarent qu'ils sont amis et que les actions dans la vidéo étaient consensuelles,. Vice rapport ensuite que le retrait était dû à une enquête de police en cours, clôturée en 2019 sans qu'aucune charge n'ait été retenue.

### Entreprises en ligne
Le site web d'Andrew Tate propose des formations sur l'accumulation de richesses et les « interactions homme-femme ». Selon le site web, il a également exploité un studio de webcam en utilisant ses petites amies comme employées. Andrew et son frère Tristan ont lancé l'activité de webcam, employant jusqu'à 75 modèles de webcam pour vendre de « fausses histoires de sanglots » à des appelants masculins, affirmant avoir gagné des millions de dollars grâce à cette activité. Il a par la suite déclaré que ce modèle d'entreprise était une « arnaque totale »,,.
Andrew Tate gère également un forum privé appelé « The Real World » (TRW, en français « Le monde réel »), présenté comme un « réseau mondial dans lequel des exemples d'individualisme s'efforcent de libérer l'homme moderne de l'incarcération induite par la société »,. En mai 2024, ce site de formations d'Andrew Tate s'est fait pirater et les pirates ont pu récupérer 88 Go de données du site. Les 968 447 comptes utilisateurs ont permis aux pirates de récupérer 22 millions de messages d'utilisateurs d'octobre 2022 à avril 2024 ainsi que 6,4 millions tokens de session. Les pirates ont fait fuiter les données sur le dark web, et elles ont été analysées notamment par les journalistes du Monde. Le site donne accès payant à des vidéos de cours en ligne (création d’entreprise, cryptomonnaies, marketing…) pour un public précaire cherchant en vain des activités rémunératrices, et à un espace de discussion. Un espace plus sélectif et plus cher (8 000 € par an) appelé « War Room » (« conseil de guerre ») propose des formations aux contenus explicitement sexistes.

### Bannissement des réseaux sociaux
Andrew Tate a attiré l'attention pour ses tweets décrivant sa vision de ce qui constitue un harcèlement sexuel dans le contexte des affaires d'abus sexuels de Harvey Weinstein et pour avoir tweeté plusieurs déclarations sur son opinion selon laquelle les victimes d'agressions sexuelles ont leur part de responsabilité dans ces agressions. En 2017, il est critiqué pour avoir tweeté que la dépression « n'est pas réelle ».
Andrew Tate s'identifie comme un libertarien de droite,. Il s'est d'abord fait connaître dans les cercles d'extrême droite en ligne grâce à ses apparitions sur InfoWars et à ses relations avec des personnalités d'extrême droite telles que Mike Cernovich (en), Jack Posobiec et Paul Joseph Watson. Il est devenu largement connu à la mi-2022 et a été recherché sur Google plus de fois que Donald Trump et la Covid-19 en juillet de la même année.
Trois des comptes Twitter d'Andrew Tate ont été suspendus à différents moments. En 2021, un compte qu'il avait créé pour échapper à son interdiction précédente a été vérifié par Twitter, contrairement aux règles de l'entreprise. Le compte a ensuite été définitivement interdit, et Twitter a déclaré que la vérification s'était produite par erreur. En août 2022, à la suite d'une campagne en ligne visant à le « déplatformer », Andrew Tate est définitivement banni de Facebook et d'Instagram, perdant 4,7 millions de followers sur ce dernier. La société mère Meta a affirmé qu'il avait enfreint sa politique relative aux « organisations et individus dangereux ». TikTok, où les vidéos comportant le nom d'Andrew Tate comme hashtag ont été visionnées plus de 13 milliards de fois, a également supprimé son compte après avoir déterminé qu'il violait ses politiques en matière de « contenu qui attaque, menace, incite à la violence ou déshumanise de toute autre manière un individu ou un groupe ». Peu de temps après, YouTube a également suspendu sa chaîne, citant de multiples violations, notamment des propos haineux et des informations erronées sur la Covid-19, et il a ensuite supprimé sa propre chaîne Twitch,.
Ces différentes polémiques à la suite de ses nombreux commentaires et opinions sexistes, masculinistes et misogynes, lui valent le surnom de « roi de la masculinité toxique », surnom qu'il emploie lui-même,,,,.
En novembre 2022, après le rachat de Twitter par Elon Musk, le compte Twitter d'Andrew Tate est débloqué. En décembre 2022, Andrew Tate s'est adressé à la militante écologiste suédoise Greta Thunberg dans un tweet vantant les mérites de ses voitures émettant du carbone et lui a demandé son adresse électronique pour lui donner plus d'informations. Elle lui répond alors avec la fausse adresse électronique « smalldickenergy@getalife.com » (« énergiedepetitebite@achetetoiunevie.com »). L'échange suscite un vif intérêt sur le réseau social, la réplique de Greta Thunberg devenant rapidement l'un des tweets les plus aimés de tous les temps,.
Andrew Tate a réagi aux interdictions en déclarant que, bien que la plupart de ses commentaires aient été sortis de leur contexte, il assumait la responsabilité de la façon dont ils avaient été reçus. La personnalité d'internet controversée, Jake Paul a dénoncé le sexisme d'Andrew Tate, mais a critiqué les interdictions comme étant de la censure. Le contenu d'Andrew Tate a continué de circuler sur Facebook, Instagram et TikTok après les interdictions, via des comptes de fans,.
Selon le Guardian, en février 2023, Andrew Tate est populaire parmi les adolescents britanniques, qui imitent ses phrases et sa philosophie, et rapporte que « pratiquement tous les parents de Grande-Bretagne » ont entendu parler de lui. Les parents et les enseignants se sont inquiétés du fait qu'il influençait les garçons à adopter un comportement misogyne et agressif. Une enquête réalisée en 2023 par Hope not Hate révèle que huit garçons britanniques sur dix âgés de 16 à 17 ans ont vu Andrew Tate et que 45 % des hommes britanniques âgés de 16 à 24 ans ont une opinion positive de lui, contre seulement 1 % des femmes britanniques âgées de 16 à 17 ans.

## Prises de position
Andrew Tate est généralement associé par les médias à l'extrême droite. Cependant, dans la mesure où Andrew Tate est un métis converti à l'Islam,, il est parfois moqué dans certains milieux de l'alt-right.
En novembre 2023, il est interviewé par l'animateur Piers Morgan, qui l'interroge sur la guerre entre Israël et le Hamas, et les attaques du Hamas le 7 octobre 2023. Refusant de condamner ces attaques, il affirme que « les Israéliens commettent un génocide contre les Palestiniens », et ajoute que « le terroriste des uns est le combattant de la liberté des autres ». Il déclare également qu'« Israël est la cause du 7 octobre ». En octobre 2024, il affiche son soutien au Hamas et affirme qu'il souhaite « mourir héroïquement comme Yahya Sinwar ».
Il qualifie le journaliste conservateur américain Ben Shapiro de « belliciste ». 
Convaincu par les idées de Donald Trump, Andrew Tate a largement soutenu sa candidature lors de sa campagne présidentielle de 2024. Son frère, Tristan Tate estime que « des millions de jeunes hommes en Europe et aux États-Unis ont une approche politique de droite saine qu’ils n’auraient PAS si Andrew Tate n’était jamais apparu sur leurs écrans de téléphone ».

## Vie privée
En 2017, Andrew Tate quitte le Royaume-Uni pour s'installer en Roumanie. Il déclare avoir déménagé parce qu'il aimait « vivre dans des pays où la corruption est accessible à tout le monde » et pensait qu'il serait moins probable de faire face à des accusations de viol en Roumanie, affirmant que la police roumaine demanderait aux femmes qui signalent des viols des « preuves » ou des « preuves de vidéosurveillance », alors que dans le monde occidental, au milieu du mouvement MeToo, Andrew Tate a déclaré que n'importe quelle femme « à n'importe quel moment de l'avenir peut détruire votre vie »,,,,.
Andrew Tate est élevé dans la foi chrétienne, puis devient par la suite athée. Au début de l'année 2022, il s'identifie à nouveau comme chrétien et déclare qu'il verse chaque mois une dîme de 16 000 livres sterling à l'Église orthodoxe roumaine,.
Le 22 octobre 2022, son ami Tam Khan publie sur ses médias sociaux une vidéo d'eux en train d'effectuer la prière musulmane (salat) dans une salle de prière (musalla) de Dubai, aux Émirats arabes unis. Beaucoup spéculent alors sur une éventuelle conversion d'Andrew Tate à l'islam, qu'il finit par confirmer lui-même le surlendemain,.
Le 4 mars 2023, alors qu'il est incarcéré en Roumanie, l'équipe juridique d'Andrew Tate déclare « qu'il a une tache sombre sur son poumon, très probablement une tumeur » à la suite d'une consultation médicale à Dubaï, ce qui déclenche des rumeurs en ligne sur la question de savoir s'il a un cancer du poumon. Le 5 mars 2023, Andrew Tate dément sur Twitter être atteint d'un cancer.
Andrew Tate est également un proche d'Adin Ross (en), un influenceur web américain de 22 ans. Il est régulièrement invité dans ses lives sur le site de streaming Twitch. Leur premier live a été vu plus de 7 millions de fois. Il a également fait une apparition sur une de ses vidéos TikTok récoltant ici plus de 30 millions de vues.
En août 2025, Andrew Tate obtient la citoyenneté du Vanuatu.

## Affaires judiciaires

### Accusation de viols et de traite d'êtres humains

#### Perquisition de sa maison
Le 22 avril 2022, The Daily Beast rapporte que la maison d'Andrew Tate a été perquisitionnée par la police roumaine dans le cadre d'une enquête sur la traite des êtres humains et le viol, motivée par des informations selon lesquelles une Américaine était détenue dans la propriété contre son gré. Les autorités roumaines ont trouvé à la fois une femme roumaine et une femme américaine dans la propriété. Durant le mois, les autorités roumaines ont déclaré que l'enquête était toujours en cours. Un porte-parole du département d'État américain a fait référence à l'enlèvement signalé, mais a refusé de commenter davantage, invoquant des considérations de confidentialité.

#### Arrestation en Roumanie
Le 29 décembre 2022, il est arrêté dans le cadre d’une enquête sur la traite d’êtres humains en Roumanie. Il est visé par une enquête ouverte pour « viol », « trafic d’êtres humains » et « constitution d’un groupe criminel organisé ». Sur demande de la police, Andrew Tate est retenu en centre de détention en Roumanie pour une durée de 30 jours.
Le 20 janvier 2023, un tribunal roumain prolonge la détention provisoire des frères Tate jusqu'au 27 février. Le raisonnement du tribunal est basé sur le désir de sauvegarder l'enquête et d'éviter que les frères Tate ne quittent le pays. Le 25 janvier, alors qu'il est interrogé par l'unité roumaine de lutte contre le crime organisé, Andrew Tate déclare que l'affaire le concernant était « vide » et déclare aux journalistes qu'« ils savent que nous n'avons rien fait de mal ». Le 1er février, Andrew Tate fait appel de la décision de prolonger sa détention. L'appel est par la suite rejeté par la Cour d'appel de Bucarest.
Le 21 février, un tribunal roumain prolonge de nouveau leur période de détention de 30 jours. Le 14 mars, la libération sous caution d'Andrew Tate est refusée pour la troisième fois. La période de détention des frères Tate est prolongée par la suite jusqu'à la fin du mois d'avril 2023.

#### Libération et assignation à résidence
Le 31 mars 2023, Andrew Tate et son frère Tristan sont libérés et assignés à résidence,,. Cette libération fait suite à un appel gagné pour remplacer sa détention par une assignation à résidence, déclare un responsable,. Une grosse vingtaine de curieux et quelques fans d’Andrew Tate s’étaient pressés devant le bâtiment et l’ont accueilli aux cris de « Top G » (pour gangster), son surnom, tout en filmant avec leur téléphone. Leur avocat, Eugen Vidineac, indique qu'ils ont « l’interdiction d’entrer en contact avec des personnes impliquées dans l’affaire ». Toujours selon lui, « être en fuite n’est pas une vie que les frères Tate veulent avoir. Ils sont juste fatigués et veulent se reposer ».

#### Inculpation
Le 20 juin 2023, il est finalement accusé de traite d’êtres humains en bande organisée et viol.
Les quatre accusés continuent de nier toutes les accusations et font toujours l'objet d'une enquête concernant le blanchiment d'argent et la traite des mineurs.

#### Libération en attente du procès
Le 4 août 2023, Andrew Tate et son frère Tristan sont libérés de leur assignation à résidence dans l’attente de son procès,,,. Le 12 mars 2024, un tribunal roumain décide que Andrew Tate et son frère Tristan Tate peuvent être extradés vers le Royaume-Uni pour faire face à dix chefs d'inculpation depuis janvier 2024, comprenant notamment des accusations d'agression sexuelle, de trafic d'être humains, de proxénétisme, de viol et coups et blessures. Le 26 avril 2024, un tribunal roumain décide que le procès pour traite d'êtres humains d'Andrew Tate peut avoir lieu.
Il est de nouveau arrêté et placé en garde à vue le 21 août 2024.
Le 27 février 2025, Andrew et Tristan Tate prennent un avion pour revenir aux États-Unis après que la Roumanie a accepté de lever les restrictions de voyage visant l’influenceur masculiniste et son frère et de leur rendre leurs passeports, à la suite de pressions « au plus haut niveau » effectuées par le gouvernement américain,,. Richard Grenell, envoyé spécial de l'administration Trump, a notamment échangé avec le ministre roumain des Affaires étrangères lors de la Conférence de Munich sur la sécurité au sujet de la libération des frères Tate. Leur libération mécontente cependant des personnalités politiques roumaines comme Elena Lasconi, mais aussi américaines, à l'image de Ron DeSantis et Josh Hawley,. 

### Accusation de blanchiment d'argent et de relations sexuelles avec des mineurs

#### Perquisition
Le 21 août 2024, la police roumaine perquisitionne à nouveau son domicile dans le cadre d'une nouvelle enquête concernant des « délits de formation d’un groupe criminel organisé », « de traite de mineurs », « de relations sexuelles avec un mineur » et de « blanchiment d’argent » . 
En plus du mandat d'arrêt roumain, un mandat d’arrêt européen est émis par les autorités britanniques pour des faits de viols. Lui et son frère Tristan Tate sont aussi accusés de fraude fiscale aux Royaume-Uni à hauteur de 25 millions d'euros provenant de leurs activités sur Internet,.
Le 22 août 2024, Andrew Tate est placé sous résidence surveillée pour 30 jours et son frère Tristan Tate sous contrôle judiciaire pour deux mois. Les deux frères « démentent fermement toutes les allégations formulées à leur encontre, soulignant que les accusations sont dénuées de fondement et non étayées par des preuves substantielles. ».
En mai 2025, le Crown Prosecution Service du Royaume-Uni a porté 21 chefs d'accusation contre Tate et son frère Tristan par le Royaume-Uni, notamment pour viol, coups et blessures et traite des êtres humains. Leur extradition vers le Royaume-Uni depuis la Roumanie, où ils ont dû se rendre pour des raisons judiciaires, ne se fera que lorsque celles-ci seront résolues.

## Palmarès en arts martiaux mixtes

### Parcours professionnel
| 3 combats      | 2 victoires | 1 défaites |
| Par KO         | 1           | 0          |
| Par soumission | 0           | 0          |
| Sur décision   | 1           | 1          |

| Résultat | Record | Adversaire      | Méthode             | Événement                     | Date            | Round | Temps | Lieu              | Notes |
| -------- | ------ | --------------- | ------------------- | ----------------------------- | --------------- | ----- | ----- | ----------------- | ----- |
| Victoire | 2-1    | Shane Kavanagh  | KO (coups de poing) | Ultimate Warrior Challenge 13 | 6 juin 2010     | 1     | 3:00  | Essex, Angleterre |       |
| Défaite  | 1-1    | Reza Meldavian  | Décision unanime    | Ultimate Warrior Challenge 4  | 2 juin 2007     | 3     | 3:00  | Essex, Angleterre |       |
| Victoire | 1-0    | Matthew Wilkins | Décision unanime    | Ultimate Warrior Challenge 3  | 24 février 2007 | 2     | 5:00  | Essex, Angleterre |       |

### Parcours amateur
| 3 combats      | 2 victoires | 1 défaites |
| Par KO         | 1           | 0          |
| Par soumission | 0           | 0          |
| Sur décision   | 1           | 1          |

| Résultat | Record | Adversaire     | Méthode                                 | Événement                     | Date            | Round | Temps | Lieu                        | Notes |
| -------- | ------ | -------------- | --------------------------------------- | ----------------------------- | --------------- | ----- | ----- | --------------------------- | ----- |
| Victoire | 2-1    | Luke Barnatt   | Décision unanime                        | Ultimate Warrior Challenge 12 | 20 mars 2010    | 3     | 5:00  | Essex, Angleterre           |       |
| Défaite  | 1-1    | William Morley | Décision unanime                        | Ultimate Warrior Challenge 2  | 4 novembre 2006 | 2     | 5:00  | Southend-on-Sea, Angleterre |       |
| Victoire | 1-0    | Lee Mayo       | Soumission (étranglement en guillotine) | Ultimate Warrior Challenge 1  | 10 juin 2006    | 2     | 1:05  | Southend-on-Sea, Angleterre |       |